# M14 (mina)
M14 – amerykańska mina przeciwpiechotna.
Mina przeciwpiechotna M14 o działaniu naciskowym, składa się z kadłuba, pokrywy naciskowej, zapalnika, zawleczki zabezpieczającej i materiału wybuchowego. Wszystkie elementy miny, oprócz iglicy zapalnika, są z tworzyw sztucznych. Zapalnik jest umieszczony w pokrywie miny. Miny M14 mogą być ustawiane na powierzchni ziemi lub w gruncie.